# Stade de France
Stade de France er et stadionanlæg i Paris. Det er Frankrigs nationalarena, og blev bygget til VM i fodbold 1998.
Stadionet erstattede Parc des Princes som nationalstadion, og har en tilskuerkapacitet på 81.338. Både det franske fodboldlandshold og det franske rugbylandshold spiller sine kampe her. Stadionet skal i 2024 afholde åbnings- og afslutningsceremonierne ved de Olympiske Lege i Paris.

## Terrorangreb i 2015
Den 13. november 2015 spillede Frankrig og Tyskland venskabslandskamp i Stade de France, og tre gange under første halvleg hørtes eksplosioner, som viste sig at være selvmordsbombere fra Islamisk Stat, der sprængte sig selv i luften som en del af en række planlagde terroraktioner, der blev udført samme aften på flere lokaliteter i Paris, hvor mindst 129 mennesker blev dræbt samt 7 terrorister, hvor af 6 sprængte sig selv i luften med selvmordsbælte og en blev skudt af politiet. En person ud over de tre terrorister blev dræbt udenfor Stade de France. Terroristerne havde forsøgt at komme ind på selve stadion, men blev nægtet adgang. Der var 80.000 tilskuere til landskampen, deriblandt Frankrigs præsident François Hollande.

## Eksterne links
- Wikimedia Commons har flere filer relateret til Stade de France
- Officielle hjemmeside Arkiveret 26. august 2007 hos  Wayback Machine